# Liotrigona chromensis
Liotrigona chromensis är en biart som beskrevs av Gregory B. Pauly 2001. Liotrigona chromensis ingår i släktet Liotrigona och familjen långtungebin. Inga underarter finns listade i Catalogue of Life.